# Wspólnota administracyjna An der Schmücke
Wspólnota administracyjna An der Schmücke (niem. Verwaltungsgemeinschaft An der Schmücke) – dawna wspólnota administracyjna w Niemczech, w kraju związkowym Turyngia, w powiecie Kyffhäuser. Siedziba wspólnoty znajdowała się w mieście Heldrungen. Powstała 8 czerwca 1993.
Wspólnota administracyjna zrzeszała osiem gmin, w tym jedną gminę miejską (Stadt) oraz siedem gmin wiejskich (Gemeinde): 
1. Bretleben
2. Etzleben
3. Gorsleben
4. Hauteroda
5. Heldrungen, miasto
6. Hemleben
7. Oberheldrungen
8. Oldisleben

1 stycznia 2019 wspólnota została rozwiązana. Miasto Heldrungen oraz gminy Bretleben, Gorsleben, Hauteroda, Hemleben i Oldisleben utworzyły nowe miasto An der Schmücke. Miasto to pełni zarazem funkcję "gminy realizującej" (niem. "erfüllende Gemeinde") dla gmin Etzleben oraz Oberheldrungen.